# Xã Lawrence, Quận Grant, Minnesota
Xã Lawrence (tiếng Anh: Lawrence Township) là một xã thuộc quận Grant, tiểu bang Minnesota, Hoa Kỳ. Năm 2010, dân số của xã này là 84 người.